# Omate
Omate − miasto w południowym Peru, stolica prowincji General Sánchez Cerro w regionie Moquegua.
Miasto znane jest z uprawy winogron i innych owoców oraz hodowli krewetek.